# Akademio Internacia de la Sciencoj San Marino
Akademio Internacia de la Sciencoj San Marino (förkortning AIS) är ett vetenskapligt sällskap som befinner i Città di San Marino. Sällskapet grundades 1985 men dess verksamhet började två år senare. Dess nuvarande ordförande är doktor Amri Wandel och dess beslutsfattande organ är senat.
Fast Akademio inte är en officiell högskola, har den rätt att bevilja högskoleexamina (kandidat, magister och doktor) under San Marinos lagar. Vid sidan av Republiken San Marinos universitet, är AIS det enda institutet i San Marino som erbjuder högskoleutbildning och praktiserar vetenskaplig forskning i republiken.
Sällskapets viktigaste forskare är dess egna medlemmar men San Marino stöder AIS materiellt och med lagligt erkännande.
Akademios språk i både administration och utbildning är esperanto. En av AIS bärande principer är att undvika språkdiskriminering, vilket är orsaken till det att dess officiella språk är ett konstgjort språk. Alla akademiker förväntas behärska esperanto och noviser förväntas ha åtminstone grundläggande läsförståelse. Akademio använder också italienska som är San Marinos officiella språk.
AIS består av sex fakulteter (esp. sekcio): cybernetik, humaniora, statistik, filosofi, naturvetenskaper, morfologi.